# Telecomunicações do Piauí
Telecomunicações do Piauí S/A (TELEPISA) foi a empresa operadora de telefonia do sistema Telebras no estado do Piauí antes do processo de privatização em julho de 1998.

## História
Sua criação foi autorizada pela lei estadual nº 2.060, de 7 de dezembro de 1960 com o nome de Telefones do Piauí Sociedade Anônima, posteriormente em 1972 sua denominação foi alterada para Telecomunicações do Piauí S/A.
Em 1973, a TELEPISA tinha 3 607 terminais em operação e, em 1984, esse número já era 41 051.

### Privatização
Em 1998, o Ministério das Comunicações decidiu dividir a Telebras em doze companhias: três holdings das concessionárias regionais de telefonia fixa, essa situação verifica a abertura do mercado, uma holding da operadora de longa distância e oito holdings das concessionárias da telefonia móvel Banda A.
Maior dentre elas, a Tele Norte Leste S.A. era formada por dezesseis empresas antes de transformar-se na Telemar em abril de 1999: Telecomunicações do Rio de Janeiro (TELERJ), Telecomunicações de Minas Gerais (TELEMIG), Telecomunicações do Espírito Santo (TELEST), Telecomunicações da Bahia (TELEBAHIA), Telecomunicações de Sergipe (TELERGIPE), Telecomunicações de Alagoas (TELASA), Telecomunicações de Pernambuco (TELPE), Telecomunicações da Paraíba (TELPA), Telecomunicações do Rio Grande do Norte (TELERN), Telecomunicações do Ceará (TELECEARÁ), Telecomunicações do Piauí (TELEPISA), Telecomunicações do Maranhão (TELMA), Telecomunicações do Pará (TELEPARÁ), Telecomunicações do Amazonas (TELAMAZON), Telecomunicações do Amapá (TELEAMAPÁ) e Telecomunicações de Roraima (TELAIMA).
Em 2001, as 16 empresas que compunham a Telemar foram integradas, dando origem a uma empresa única. Em 2002, foi criada a "Oi", braço de telefonia móvel da Empresa. Em 2007, a Oi torna-se a marca única da Empresa e de todos os seus serviços (mas muitos ainda costumam a se referir à empresa como Telemar).